# Lepton
Lepton (tiếng Việt đọc là Lép tôn hay Lép tông) là những hạt cơ bản, có spin bán nguyên (spin 1⁄2) không tham gia vào tương tác mạnh, nhưng tuân theo nguyên lý loại trừ Pauli. Hạt lepton nổi tiếng nhất đó là electron, nó chi phối gần như mọi phản ứng hóa học cũng như chiếm các vị trí trong obitan nguyên tử và gắn liền trực tiếp tới mọi tính chất hóa học của các nguyên tố. Có hai nhóm lepton: các lepton mang điện (còn gọi là các lepton kiểu electron), và các lepton trung hòa (hay được biết đến là các hạt neutrino). Lepton mang điện kết hợp với những hạt khác tạo thành nhiều loại hạt tổ hợp khác nhau như nguyên tử và phản nguyên tử positronium, trong khi các hạt neutrino rất hiếm tham gia tương tác, và do đó chúng rất khó khảo sát.
Có sáu loại lepton, còn gọi là vị, tạo thành ba thế hệ. Thế hệ thứ nhất là lepton electron, bao gồm electron (e⁻
) và neutrino electron (ν
e); thế hệ thứ hai là lepton muon, bao gồm muon (μ⁻
) và neutrino muon (ν
μ); và thế hệ thứ ba là lepton tau, bao gồm tau (τ⁻
) và neutrino tau (ν
τ). Electron là hạt có khối lượng nhỏ nhất trong ba lepton mang điện. Các hạt muon và tau nặng hơn sẽ nhanh chóng biến đổi thành electron thông qua quá trình phân rã hạt: chúng biến đổi từ trạng thái có khối lượng lớn hơn thành trạng thái có khối lượng thấp hơn. Do vậy electron là bền và là lepton mang điện phổ biến nhất trong Vũ trụ, trong khi muon và tau chỉ có thể hình thành từ các va chạm năng lượng cao (như từ các tia vũ trụ và trong các máy gia tốc hạt).
Lepton có nhiều tính chất cơ bản, bao gồm điện tích, spin, và khối lượng. Tuy nhiên không giống như các quark, lepton không bị ảnh hưởng bởi tương tác mạnh, nhưng chúng tham gia vào cả ba tương tác cơ bản còn lại: tương tác điện từ (ngoại trừ các neutrino do chúng trung hòa điện), tương tác yếu, và tương tác hấp dẫn. Đối với mỗi vị lepton, có tương ứng một phản hạt, hay phản lepton, mà chỉ khác các lepton trong một số tính chất mà có độ lớn bằng nhau nhưng ngược dấu. Tuy thế, theo một số lý thuyết, các neutrino có thể là là phản hạt của chính chúng, nhưng hiện nay các nhà vật lý chưa có thể khẳng định được điều này là đúng hay không.
Một số nhà khoa học đã mô tả bằng lý thuyết hạt lepton mang điện đầu tiên, electron, từ giữa thế kỷ 19 và vào năm 1897 nhà vật lý J. J. Thomson đã phát hiện ra nó trong các tia âm cực. Lepton được quan sát tiếp theo đó là muon, do Carl D. Anderson phát hiện vào năm 1936 từ quan sát tia vũ trụ, mà hồi đó nó được xếp thành meson. Sau khi nghiên cứu, các nhà vật lý nhận thấy muon không có những tính chất như mong đợi có ở meson, nhưng nó lại hành xử giống với electron hơn, tuy chỉ có khối lượng cao hơn. Và cho tới tận năm 1947 khái niệm về họ các hạt "lepton" mới được đề xuất đầu tiên. Neutrino đầu tiên, neutrino electron, do Wolfgang Pauli đề xuất đầu tiên vào năm 1930 nhằm lý giải vấn đề bảo toàn năng lượng trong phân rã beta. Tới năm 1956 hạt này mới được Clyde Cowan và Frederick Reines quan sát trong thí nghiệm neutrino Cowan–Reines. Neutrino muon được phát hiện vào năm bởi Leon M. Lederman, Melvin Schwartz và Jack Steinberger, và hạt tau được phát hiện trong giữa các năm 1974 và 1977 bởi Martin Lewis Perl và cộng sự ở Trung tâm máy gia tốc thẳng Stanford và Phòng thí nghiệm quốc gia Lawrence Berkeley. Neutrino tau vẫn còn lảng tránh cho tới tận tháng 7 năm 2000, khi đội DONUT từ Fermilab thông báo đã phát hiện thấy nó.
Lepton là những hạt cơ bản quan trọng của Mô hình Chuẩn. Các electron là những hạt cấu thành lên nguyên tử, cùng với proton và neutron. Những nguyên tử ngoại lai với muon và tau thay thế cho electron cũng đã được tổng hợp, và các hạt lepton–phản lepton như positronium đã được tạo ra trong các phòng thí nghiệm.

## Từ nguyên
Tên gọi lepton bắt nguồn từ tiếng Hy Lạp cổ đại λεπτός leptós, nghĩa là "mảnh, nhỏ, mịn" (dạng trung tính: λεπτόν leptón); bản thảo cổ nhất chứa tên này xuất hiện từ ngôn ngữ Hy Lạp Mycenaean 𐀩𐀡𐀵, re-po-to, viết trong bản âm tiết "Linear B". Nhà vật lý Léon Rosenfeld là người đầu tiên sử dụng tên gọi lepton vào năm 1948:
Theo như gợi ý của giáo sư C. Møller, tôi chấp nhận cách gọi — một cách mô phạm cho "nucleon" — đặt tên cho những hạt có khối lượng nhỏ là "lepton" (bắt nguồn từ λεπτός, nghĩa là nhỏ, mảnh).
Tên gọi này hàm ý không đúng rằng mọi lepton có khối lượng nhỏ. Khi Rosenfeld đặt tên cho chúng, mới chỉ có hai lepton được biết đến là electron và muon, mà chúng thực sự có khối lượng nhỏ— khối lượng nghỉ của electron (0511 MeV/c2) và của muon (với giá trị 1057 MeV/c2) bằng một phần nhỏ so với hạt proton nặng hơn (9383 MeV/c2). Tuy nhiên, khối lượng của hạt tau (khám phá vào thập niên 1970) (1777 MeV/c2) gần bằng hai lần của proton, và khoảng 3.500 lần của electron.

## Lịch sử
| Hạt                                          | Phản hạt                                                  |
| -------------------------------------------- | --------------------------------------------------------- |
| Electron                                     | Phản electron Positron                                    |
| Neutrino electron                            | Phản neutrino electron                                    |
| Muon Lepton mu Mu                            | Phản muon Phản lepton Mu Phản mu                          |
| Neutrino muon Neutrino muonic Neutrino Mu    | Phản neutrino muon Phản neutrino muonic Phản neutrino Mu  |
| Tauon Lepton tau Tau                         | Phản tauon Phản lepton tau Phản tau                       |
| Neutrino tauon Neutrino tauonic Neutrino tau | Phản neutrino tau Phản neutrino tauonic Phản neutrino tau |

Hạt muon biến đổi thành một hạt neutrino muon bằng cách phát ra một boson. Boson sau đó phân rã thành một electron và một phản neutrino electron.

Lepton được phát hiện là electron, do nhà vật lý J.J. Thomson và các cộng sự người Anh khám phá ra vào năm 1897. Sau đó vào năm 1930 Wolfgang Pauli đề xuất ra neutrino electron để "cứu" định luật bảo toàn năng lượng, định luật bảo toàn động lượng, và định luật bảo toàn mô men động lượng trong phân rã beta. Lý thuyết của Pauli cho rằng có một hạt chưa được phát hiện đã mang theo năng lượng, động lượng, và mômen động lượng đi khỏi sau phản ứng hạt nhân. Neutrino electron khi ấy được đơn giản gọi là neutrino, bởi vì các nhà vật lý hạt vẫn chưa biết neutrino có các vị khác nhau (hay các "thế hệ" khác nhau).
Gần 40 năm kể từ khi phát hiện ra electron, Carl D. Anderson mới phát hiện ra hạt muon vào năm 1936. Do nó có khối lượng lớn hơn electron, ban đầu người ta xếp nó vào loại hạt meson hơn là hạt lepton. Dần dần sau đó hạt muon thể hiện ra các tính chất tương tự như với electron hơn là của meson, vì muon không tham gia vào tương tác mạnh, do vậy các nhà vật lý đã phải phân loại lại muon: electron, muon, và neutrino (electron) được xếp vào một nhóm hạt mới – họ lepton. Năm 1962, Leon M. Lederman, Melvin Schwartz và Jack Steinberger chỉ ra tồn tại nhiều hơn một loại neutrino khi lần đầu tiên họ phát hiện thấy sự tương tác của neutrino muon, với phát hiện này ba nhà vật lý hạt nhận Giải Nobel Vật lý năm 1988, cho dù đến lúc đó lớp các vị neutrino khác nhau đã được lý thuyết tiên đoán là tồn tại.
Hạt tau được phát hiện lần đầu tiên trong một loạt những quan sát thí nghiệm trong các năm 1974 và 1977 bởi Martin Lewis Perl và các cộng sự tại nhóm LBL group thuộc SLAC. Giống nhu electron và muon, ngay lập tức các nhà vật lý hạt tiên đoán nó sẽ phải đi kèm với một loại neutrino. Chứng cứ đầu tiên về neutrino tau đến từ quan sát sự "thiếu hụt" năng lượng và động lượng khi hạt tau phân rã, tương tự như sự thiếu năng lượng và động lượng trong phân rã beta dẫn tới khám phá ra neutrino electron. Bằng chứng trực tiếp về tương tác của neutrino tau được công bố vào năm 2000 bởi nhóm DONUT tại Fermilab, và nó cũng là hạt cuối cùng trong Mô hình Chuẩn được quan sát trực tiếp, trong khi boson Higgs được phát hiện một cách gián tiếp thông qua các kênh phân rã vào năm 2012 tại LHC.
Mặc dù mọi dữ liệu hiện tại là tương thích với ba thế hệ lepton, một số nhà vật lý hạt đang hướng tới tìm kiếm thế hệ thứ tư. Giới hạn dưới hiện tại về khối lượng của lepton mang điện thế hệ thứ tư là bằng 1008 GeV/c2, trong khi neutrino đi kèm với nó sẽ có khối lượng ít nhất bằng 450 GeV/c2.

## Tính chất

### Spin và tính chiral

Hạt xoay trái và xoay phải

Lepton là những hạt có spin-1⁄2. Từ đó định lý thống kê spin nói rằng chúng là các fermion và phải tuân theo nguyên lý loại trừ Pauli; không có hai lepton trong cùng một thế hệ nào có thể ở cùng một trạng thái giống nhau trong cùng một thời gian. Hơn nữa, điều này có nghĩa rằng một lepton chỉ có thể ở một trong hai trạng thái spin, lên hoặc xuống.
Một tính chất có liên hệ gần gũi với spin đó là tính chiral, mà hóa ra lại có liên hệ gần với một tính chất có thể dễ dàng hình dung gọi là tính xoáy ốc (helicity). Tính xoáy ốc của một hạt là hướng của spin so với động lượng của nó; các hạt với spin có hướng cùng hướng với vectơ động lượng của nó được gọi là hạt định hướng phải (hay xoay phải); right-handed) và trường hợp khác gọi là hạt định hướng trái. Khi một hạt không có khối lượng, hướng của vectơ động lượng so với spin của hạt là không phụ thuộc vào hệ quy chiếu, trong khi đối với các hạt có khối lượng có thể tránh sự phụ thuộc hệ quy chiếu thông qua phép biến đổi Lorentz làm đảo tính định hướng. Tính chiral là một tính chất kỹ thuật (xác định thông qua phép biến đổi đối với nhóm Poincaré) mà khớp với tính định hướng đối với những hạt (xấp xỉ) phi khối lượng và vẫn còn xác định tốt cho hạt mang khối lượng.
Trong nhiều lý thuyết trường lượng tử—như điện động lực học lượng tử và sắc động lực học lượng tử—các fermion định hướng trái và phải là đồng nhất giống nhau. Tuy nhiên trong Mô hình Chuẩn các fermion định hướng trái và phải được coi là bất đối xứng. Chỉ ó nhũng fermion định hướng trái là tham gia vào tương tác yếu, trong khi không có neutrino định hướng phải. Đây là một ví dụ về sự vi phạm tính chẵn lẻ. Trong các giáo trình vật lý hạt, các trường định hướng trái thường được ký hiệu bằng chữ L hoa ở dưới (như e⁻
L) các trường định hướng phải thường được ký hiệu bằng chữ R hoa ở dưới.

### Tương tác điện từ

Tương tác lepton-photon.

Một trong những tính chất điển hình của lepton là điện tích Q của chúng. Điện tích xác định lên cường độ của tương tác điện từ chúng tham gia vào. Nó xác định cường độ của điện trường sinh ra bởi hạt (xem định luật Coulomb) và hạt phản ứng mạnh tới mức nào khi nó nằm trong một điện trường ngoài hay từ trường ngoài (xem lực Lorentz). Mỗi một thế hệ bao gồm một hạt lepton mang điện tích Q = −1 (thường điện tích của hạt được biểu diễn bằng đơn vị của điện tích cơ bản) và một lepton với điện tích bằng 0. Các lepton mang điện thường được đơn giản coi là 'lepton mang điện dương' trong khi lepton trung hòa được gọi là neutrino. Ví dụ thế hệ đầu tiên gồm electron e⁻
 với điện tích âm và neutrino electron trung hòa điện ν
e.
Trong ngôn ngữ của lý thuyết trường lượng tử, các lepton mang điện tham gia vào tương tác điện từ được thể hiện bằng cách chúng tương tác với lượng tử của trường, hay photon. Biểu đồ Feynman của tương tác electron-photon được vẽ ra ở bên trái.
Bởi vì các lepton sở hữu một tính chất quay lượng tử nội tại của spin, các lepton mang điện sinh ra một từ trường. Giá trị độ lớn mômen lưỡng cực từ của chúng μ tính bằng,
{\displaystyle \mu =g{\frac {Q\hbar }{2m}}{\frac {S}{\hbar }},}
với m là khối lượng của lepton, S là spin của hạt và g là hệ số-g cho lepton. Đối với phép xấp xỉ bậc nhất trong cơ học lượng tử tiên đoán hệ số-g bằng 2 đối với mọi lepton. Tuy nhiên, những hiệu ứng lượng tử bậc cao hơn nguyên do từ những hiệu chỉnh chân không nhỏ trong biểu đồ Feynman làm ảnh hưởng tới giá trị này. Những đóng góp này, được gọi là mômen lưỡng cực từ dị thường, rất nhạy đối với những chi tiết của một mô hình lý thuyết trường lượng tử và do đó cung cấp cơ hội cho những kiểm nghiệm chính xác của Mô hình chuẩn. Các giá trị lý thuyết và thực nghiệm cho mômen lưỡng cực từ dị thường đã khớp với nhau đến 8 chữ số sau dấu phẩy.

### Tương tác yếu
Trong Mô hình Chuẩn các lepton mang điện định hướng trái và neutrino định hướng trái được xếp thành cặp song tuyến (doublet) (ν
eL, e⁻
L) mà biến đổi trong biểu diễn spinor (T = 1⁄2) của đối xứng chuẩn spin đồng vị yếu SU(2). Điều này có nghĩa rằng những hạt này là trạng thái riêng của hình chiếu spin đồng vị T3 với giá trị riêng tương ứng 1⁄2 và −1⁄2. Trong khi đó, lepton mang điện định hướng phải biến đổi như là spin đồng vị vô hướng (T = 0) và do đó không tham gia vào tương tác yếu, trong khi không tồn tại các neutrino định hướng phải.
Cơ chế Higgs tái kết hợp trường chuẩn của spin đồng vị yếu SU(2) và các đối xứng siêu tích yếu U(1) với ba boson vectơ có khối lượng (W+
, W⁻
, Z⁰
) là những hạt truyền tương tác yếu, và một boson vectơ không có khối lượng, photon, chịu trách nhiệm truyền tương tác điện từ. Điện tích Q có thể được tính toán từ hình chiếu spin đồng vị T3 và siêu tích yếu YW thông qua công thức Gell-Mann–Nishijima,
Q = T3 + YW/2
Để thu được điện tích mà như quan sát thấy ở mọi hạt spin đồng vị yếu song tuyến định hướng trái (ν
eL, e⁻
L) buộc phải có YW = −1, trong spin đồng vị vô hướng định hướng phải e−
R phải có YW = −2. Tương tác của các lepton với các boson vectơ yếu được thể hiện ở hình bên trái.

### Khối lượng
Trong Mô hình Chuẩn mỗi lepton bắt đầu với khối lượng nội tại bằng 0. Các lepton mang điện (như electron, muon, và tau) thu được khối lượng hữu hiệu thông qua tương tác với trường Higgs, nhưng các neutrino vẫn không có khối lượng. Vì lý do kỹ thuật các neutrino không có khối lượng hàm ý rằng không có sự trộng giữa các thế hệ lepton mang điện khác nhau tương tự như đối với quark. Điều này gần khớp với quan sát thực nghiệm hiện tại.
Tuy nhiên từ các thí nghiệm đã biết – chủ yếu từ các quan sát neutrino dao động – cho thấy các neutrino thực tế lại có khối lượng rất nhỏ, có lẽ nhỏ hơn 2 eV/c2. Điều này hàm ý sự tồn tại của nền vật lý ngoài phạm vi Mô hình Chuẩn. Sự mở rộng được ủng hộ nhiều nhất hiện nay đó là cơ chế lắc lư (seesaw mechanism), mà có thể giải thích đồng thời tại sao các neutrino định hướng trái có khối lượng rất nhỏ so với các lepton mang điện tương ứng, và tại sao chúng ta vẫn chưa nhìn thấy bất kỳ một neutrino định hướng phải nào.

### Số lepton
Các thành viên trong mỗi thế hệ song tuyến spin đồng vị yếu được gán cho các số lepton mà bảo toàn trong các phương trình của Mô hình Chuẩn. Electron và neutrino electron có số electronic là Le = 1, trong khi muon và neutrino muon có số muon là Lμ = 1, và các hạt tau và neutrino tau có số tau là Lτ = 1. Các phản lepton có số lepton của thế hệ tương ứng bằng −1.

Sự bảo toàn số lepton có nghĩa là số các hạt lepton của cùng một loại sẽ không đổi khi các hạt tương tác với nhau. Điều này ngụ ý các lepton và phản lepton phải được tạo ra theo cặp trong một thế hệ. Ví dụ, quá trình sau tuân theo sự bảo toàn số lepton:
e⁻
 + e+
 → γ + γ,
τ⁻
 + τ+
 → Z⁰
 + Z⁰
,
nhưng quá trình này không đúng:
γ → e⁻
 + μ+
,
W⁻
 → e⁻
 + ν
τ,
Z⁰
 → μ⁻
 + τ+
.
Tuy nhiên, neutrino dao động được biết tới là quá trình vi phạm sự bảo toàn số lepton của từng thế hệ. Những sự vi phạm này được coi là chứng cứ thuyết phục về nền vật lý ngoài phạm vi Mô hình Chuẩn. Một sự bảo toàn mạnh hơn đó là định luật bảo toàn số lepton toàn phần (L), nó bảo toàn ngay cả khi neutrino dao động, nhưng vẫn có một sự vi phạm khá nhỏ bởi tính dị thường chiral (chiral anomaly).

## Danh sách các lepton
| Hạt/Phản hạt                              | Ký hiệu | Q (e) | S   | Le    | Lμ    | Lτ    | Khối lượng (MeV/c2) | Thời gian sống (s) | Phân rã hay xảy ra      |
| ----------------------------------------- | ------- | ----- | --- | ----- | ----- | ----- | ------------------- | ------------------ | ----------------------- |
| Electron / Positron                       | e⁻ /e+  | −1/+1 | 1⁄2 | +1/−1 | 0     | 0     | 0510998910(13)      | Ổn định            | Ổn định                 |
| Muon / Antimuon                           | μ⁻ /μ+  | −1/+1 | 1⁄2 | 0     | +1/−1 | 0     | 1056583668(38)      | 2197019(21)×10−6   | e⁻ + ν e + ν μ          |
| Tau / Antitau                             | τ⁻ /τ+  | −1/+1 | 1⁄2 | 0     | 0     | +1/−1 | 177684(17)          | 2906(10)×10−13     | Xem τ⁻ các kiểu phân rã |
| Electron neutrino / Electron antineutrino | ν e/ν e | 0     | 1⁄2 | +1/−1 | 0     | 0     | < 00000022          | Chưa đo được       |                         |
| Muon neutrino / Muon antineutrino         | ν μ/ν μ | 0     | 1⁄2 | 0     | +1/−1 | 0     | < 0.17              | Chưa đo được       |                         |
| Tau neutrino / Tau antineutrino           | ν τ/ν τ | 0     | 1⁄2 | 0     | 0     | +1/−1 | < 15.5              | Chưa đo được       |                         |